# Будионо
Будио́но (индон. Boediono, МФА МФА: [budiˈjono]о файле) — индонезийский государственный деятель и учёный-экономист, вице-президент Индонезии в 2009—2014 годах. Одержал победу на выборах в паре с президентом Сусило Бамбангом Юдойоно, который тогда был переизбран на второй срок. Родился 25 февраля 1943 года в городе Блитар (провинция Восточная Ява) в период японской оккупации Индонезии.

## Образование, академическая деятельность
Первоначальное образование получил в средней школе города Блитар. В начале 1960-х начал учёбу в Университете Гаджа Мада в Джокьякарте, затем, после получения соответствующей стипендии, был направлен на обучение в университете Западной Австралии в Перте. Окончив его в 1967 году со степенью бакалавра экономики, продолжил обучение в университете Монаша в Мельбурне, который окончил в 1972 году со степенью магистра экономики. В 1979 году получил степень доктора экономики в школы Уортона при Пенсильванском университете. В начале 1970-х занимался научной работой в Австралийском национальном университете, затем — в университете «Гаджа Мада». Автор ряда публикаций, посвященных в основном экономическому развитию Индонезии (см. раздел «Основные публикации»).

## Карьера на государственной службе

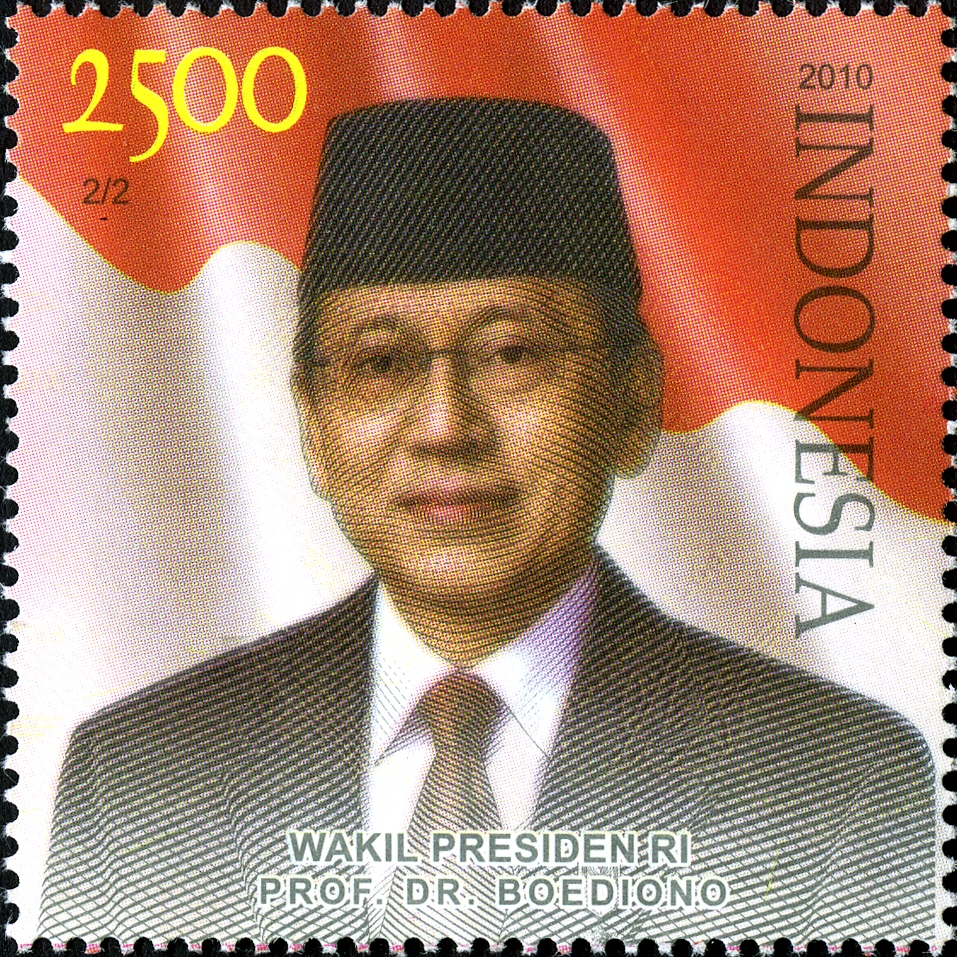
Будионо на почтовой марке Индонезии. 2010 год

В 1997 году Будионо был назначен заместителем директора Банка Индонезии (центральный банк страны), отвечающим за денежно-кредитную политику. В мае 1998 года, после отставки президента Сухарто и передачи поста главы государства вице-президенту Б. Ю. Хабиби получил должность государственного министра по планированию национального развития, занимал её до роспуска кабинета Хабиби новоизбранным президентом Абдуррахманом Вахидом в октябре 1999 года.
После отставки Вахида в июле 2001 года сменившая его на посту президента Мегавати Сукарнопутри назначила Будионо министром финансов. Эффективные антикризисные меры, разработанные под руководством Будионо, способствовали восстановлению темпов роста национальной экономики до 4 % в 2002 году.
Будионо был отправлен в отставку после избрания на президентский пост в 2004 году Сусило Бамбанг Юдойоно и формирования им нового правительства. Однако уже в октябре 2005 года в ходе первой череды перестановок в кабинете Юдойоно он был назначен министром-координатором по вопросам экономики (курирует все ведомства экономического блока). В 2008 году Будионо был переведен на пост директора Банка Индонезии.
Весной 2009 года президент Юдойоно, объявив о намерении баллотироваться на второй срок, выбрал Будионо в качестве кандидата в вице-президенты (прежний вице-президент Юсуф Калла принял решение баллотироваться в президенты самостоятельно, став, таким образом, соперником Юдойоно). После того как пара Юдойоно-Будионо одержала победу на прошедших 8 июля 2009 года президентских выборах, Будионо официально вступил в должность вице-президента 20 октября 2009 года.

## Награды
- Орден «Звезда Махапутра» 2-й степени.

## Основные публикации
- Boediono (2009). Ekonomi Indonesia, mau ke mana? Kumpulan esai ekonomi (The economy of Indonesia, Where to? A collection of economic essays), PT Gramedia, Jakarta. ISBN 978-979-91-0189-1
- Boediono (2007). 'Primus Inter Pares', Chapter 11 in Moh. Arsjad Anwar, Aris Ananta, Ari Kuncoro (eds), Kesan Para Sahabat tentang Widjojo Nitisastro (Testimonials of Friends about Widjojo Nitisastro), Penerbit Buku Kompas, Jakarta.
- Boediono (2005). 'Professor Mubyarto, 1938—2005', Bulletin of Indonesian Economic Studies, 41 (2).
- Boediono (2005). 'Managing the Indonesian economy: some lessons from the past', Bulletin of Indonesian Economic Studies, 41 (3).
- Boediono (2004). 'Kebijakan fiskal: sekarang dan selanjutnya' (Fiscal policy: now and in the future), in Subiyantoro, Heru and Riphat Singgih (eds), Kebijakan fiskal (Fiscal policy), Penerbit Buku Kompas, Jakarta.
- Boediono (2002). 'The IMF support program in Indonesia: comparing its implementation under three presidents', Bulletin of Indonesian Economic Studies, 38 (3).
- Boediono (1999). 'Addressing the social impacts', speech delivered to the meeting on Development cooperation: responding to the Asian crisis', Sydney, 5 March.
- Boediono and T. Kaneko (1998). 'Price changes', in S. Ichimura (ed.), Indonesian economic development: Issues and analysis, Japanese International Cooperation Agency, Tokyo.
- Boediono (1990). 'Fiscal policy in Indonesia'. Paper presented to the second convention of the East Asian Economic Association, Bandung.
- Boediono and Mari Pangestu (1986). 'The structure and causes of manufacturing sector protection in Indonesia', in Christopher Findlay and Ross Garnaut (eds.), The political economy of manufacturing protection: experience of ASEAN and Australia, Allen and Unwin, Australia.
- Boediono (1974). 'An economic survey of D.I Aceh',Bulletin of Indonesian Economic Studies, 10 (2).
- Boediono (1972). 'An economic survey of North Sulawesi', Bulletin of Indonesian Economic Studies, 8 (3).